# رنگ‌آمیزی گرم

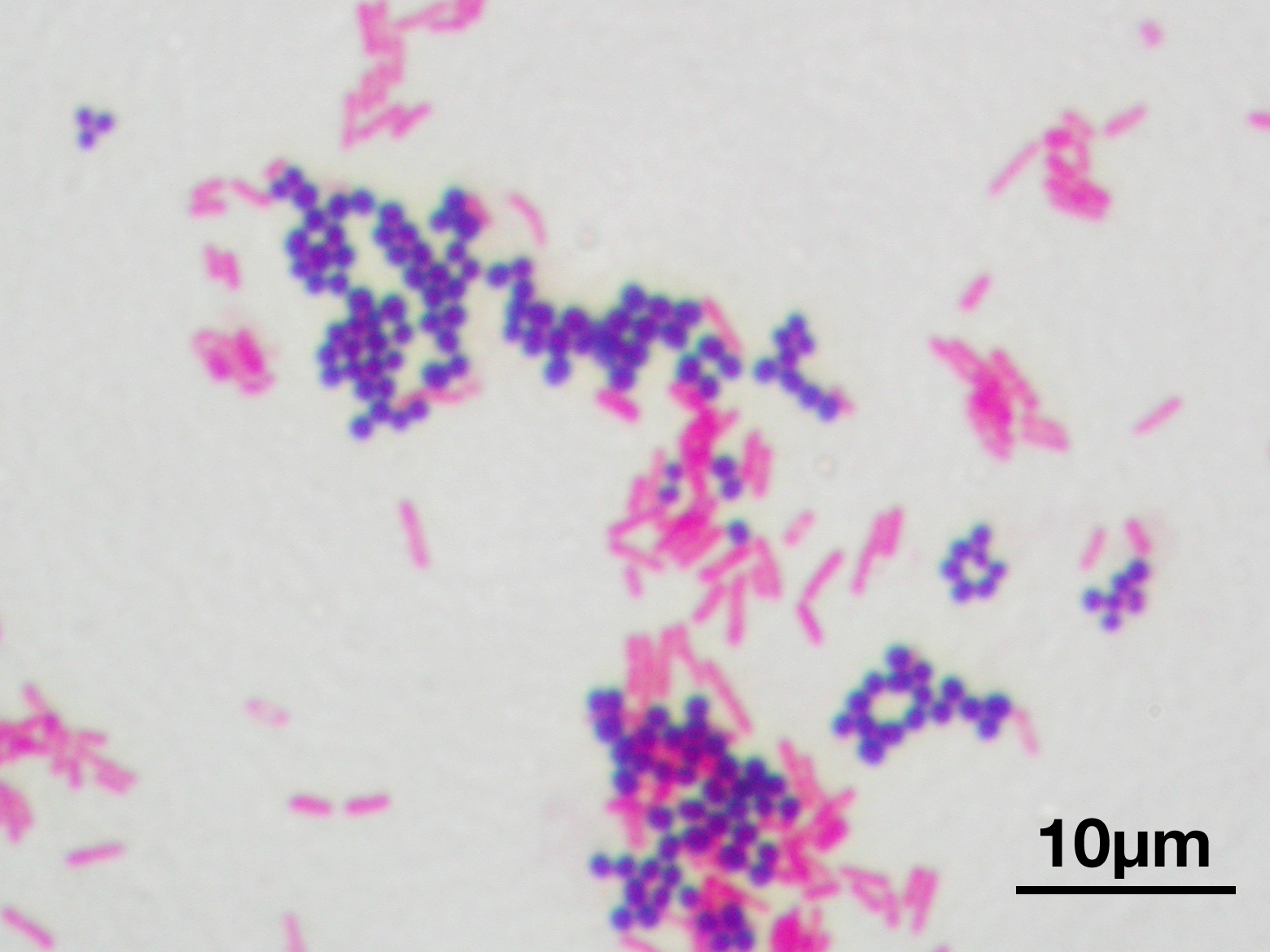
رنگ‌آمیزی مخلوط گرم استافیلوکوکوس اورئوس (کوکسی گرم‌مثبت) و اشرشیا کلی (باسیل گرم‌منفی)

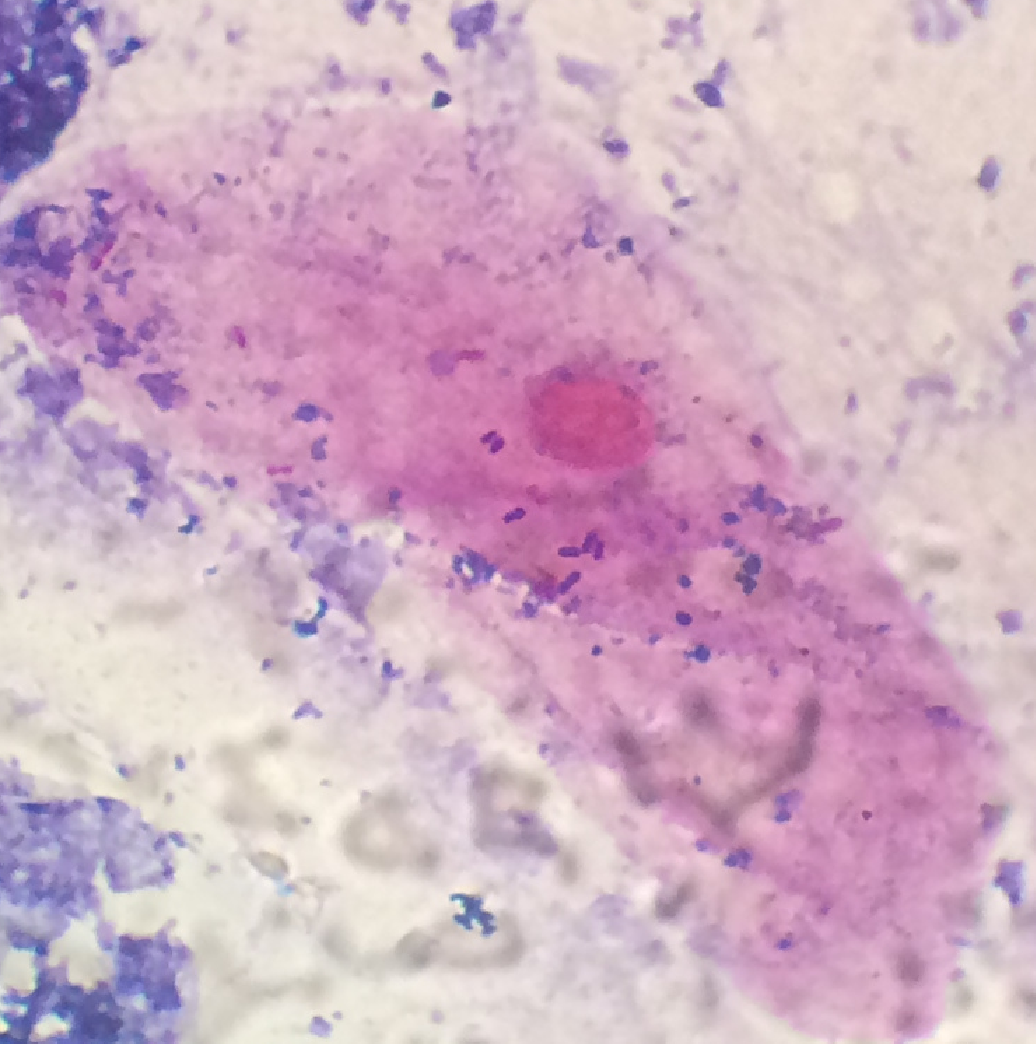
باکتری‌های دیپلوکوک موجود در نمونه گلو. در این تصویر هم باکتری‌های گرم مثبت و هم گرم منفی درون سلول اپیتلیال دیده می‌شوند

رنگ‌آمیزی گِرَم (به انگلیسی: Gram staining)، یکی از مهم‌ترین و متداول‌ترین روش‌های رنگ‌آمیزی در تشخیص مقدماتی شناسای جنس باکتریایی و تهیه آنتی‌بیوتیک مناسب است؛ که نخستین بار توسط باکتری‌شناس دانمارکی هانس کریستین گرم ابداع شد. در این رنگ‌آمیزی، باکتری‌ها بر مبنای رنگ باکتری؛ پس از رنگ‌آمیزی، به دو دستهٔ گرم مثبت و گرم منفی تقسیم می‌شوند.
رنگ باکتری پس از رنگ‌آمیزی به توانایی باکتری در حفظ رنگ اول؛ و به عبارتی به ساختمان دیوارهٔ سلولی آن باکتری بستگی دارد.
در رنگ‌آمیزی گرم باکتری‌های گرم مثبت پس از رنگ‌آمیزی به رنگ بنفش و باکتری‌های گرم منفی به رنگ قرمز مشاهده می‌شوند. هر دو گروه یعنی باکتری‌های گرم مثبت و گرم منفی هردو دارای دیوارهٔ یاخته هستند که پپتیدوگلیکان نام دارد که بیشتر از پروتیین و کربوهیدرات تشکیل شده است. ولی فرق بین این دو گروه مربوط به ویژگی‌هایی است که در ساختمان دیوارهٔ سلولی آن‌ها وجود دارد. اساس ساختمان در دیوارهٔ سلولی باکتری‌های گرم مثبت لایهٔ ضخیمی (۵۰ تا %۹۰ دیواره) از پپتیدوگلیکان (به صورت مش) است، ولی در باکتری‌های گرم منفی ضخامت آن به حداقل، (%۱۰ دیواره) می‌رسد. رنگ‌آمیزی گرم معمولاً نخستین گام در تشخیص مقدماتی ارگانیسم باکتریایی است. اگرچه رنگ‌آمیزی گرم شیوهٔ ارزشمندی در شناسایی باکتری‌ها هم در عرصهٔ باکتری و هم در عرصهٔ تحقیقاتی است اما همهٔ باکتری‌ها با این روش قابل رده‌بندی نیستند.

## روش رنگ‌آمیزی گرم
پیش از آغاز رنگ‌آمیزی نخست باید یک فروتی از محیط کشت خالص باکتری بر روی لام تهیّه کنیم،
مراحل رنگ‌آمیزی گرم به ترتیب زیر هستند:
نخست رنگ کریستال ویوله (با فرمول C25N3H30Cl) را به مدت ۳۰ تا ۴۵ ثانیه بر روی فروتی باکتری روی لام می‌ریزیم، در نتیجه همهٔ باکتری‌ها به رنگ بنفش درخواهند آمد. پس از شستشوی فروتی با آب، رنگ کریستال ویوله را با افزودن ید لوگول (خنثی نمودن PH) به مدّت ۳۰ تا ۴۵ ثانیه تثبیت می‌کنیم. ید لوگول با کریستال ویوله ترکیب شده و ایجاد کمپلکس‌هایی می‌کند که باعث تثبیت رنگ کریستال ویوله درداخل دیوارهٔ سلولی باکتری می‌شود. پس از این مرحله، همه باکتری‌ها هم‌چنان به رنگ بنفش مشاهده می‌شوند.
مرحله رنگ‌زدایی
این مهم‌ترین مرحلهٔ رنگ‌آمیزی است. دراین مرحله پس از شستشوی لام با آب، لام به مدت ۱۵ تا۲۰ ثانیه در معرض موادرنگ زدا مانند الکل استون قرار می‌گیرد سپس با آب مورد شستشو قرار می‌گیرد.
در باکتری‌های گرم منفی که دارای لایه‌های پپتیدوگلیکان محدود و غشای خارجی غنی از چربی هستند این حلال باعث حذف این لایه‌ها و غشا می‌گردد و باکتری رنگ مراحل قبل را از دست می‌دهد؛ ولی در باکتری‌های گرم مثبت به علت ضخامت زیاد لایهٔ پپتیدوگلیکانی و عدم وجود لیپید فراوان در غشا رنگ مرحلهٔ قبل از غشا خارج نمی‌شود. در نتیجه پس از این مرحله باکتری‌های گرم منفی بی‌رنگ ولی باکتری‌های گرم مثبت همچنان بنفش باقی خواهند ماند. در انتها سطح فروتی را با سافرانین (با فرمولC20H19N4Cl) یا فوچسین (قرمز رنگ) به مدت ۳۰ تا ۴۵ ثانیه پوشانده و سپس با آب شستشو داده و پس از خشک شدن با میکروسکوپ مورد بررسی قرار می‌گیرد. دراین مرحله باکتری‌های بی‌رنگ (باکتری‌های گرم منفی) به رنگ قرمز یا صورتی در می‌آیند و باکتری‌های بنفش یا آبی (باکتری‌های گرم مثبت) بدون تغییر رنگ باقی می‌مانند.

## نکات مهم در رنگ‌آمیزی گرم
حرارت بیش از اندازه هنگام تثبیت گسترش باعث پاره شدن دیوارهٔ سلولی باکتری شده؛ بنابراین باکتری گرم مثبت رنگ اولیه (کریستال ویوله) را هنگام رنگ بری از دست می‌دهد و رنگ ثانویه را جذب می‌کند و در نتیجه باکتری گرم مثبت، به صورت گرم منفی دیده می‌شود. اگر گسترش ضخیم باشد هنگام مرحلهٔ بی‌رنگ شدن، ممکن است مانند یک گسترش معمولی رنگ نشود و این مسئله می‌تواند باعث خطا در تشخیص در گرم منفی یا مثبت بودن باکتری شود.

## کاربرد رنگ‌آمیزی گرم
از رنگ‌آمیزی گرم به این جهت استفاده می‌شود: شناسایی جنس باکتری انتخاب آنتی‌بیوتیک مناسب (باکتری‌های گرم مثبت در مقایسه با باکتری‌های گرم منفی نسبت به پنی‌سیلین G حسّاسیت بیشتری دارند) با این حال همهٔ باکتری‌ها را نمی‌توان با رنگ‌آمیزی گرم مشاهده نمود. فهرستی از باکتری‌های مهم از نظر پزشکی که با رنگ‌آمیزی گرم قابل مشاهده نیستند در جدول زیر آمده‌است.
|   | نام باکتری                                    | علّت عدم مشاهده باکتری با روش گرم                                   | روش رنگ‌آمیزی جایگزین                               |
| - | --------------------------------------------- | ------------------------------------------------------------------ | -------------------------------------------------- |
| ۱ | مایکوباکتریوم‌ها شامل مایکوباکتریوم توبرکلوزیس | وجود مقدار زیادی چربی در دیواره سلولی که از نفوذ رنگ جلوگیری می‌کند | رنگ‌آمیزی اسید فاست                                 |
| ۲ | ترپونما پالیدوم                               | نازکتر از آن است که دیده شود                                       | میکروسکوپ زمینه تاریک یا آنتی‌بادی فلوئورسنت        |
| ۳ | مایکوپلاسما پنومونیه                          | نبود دیواره سلولی                                                  | روشی وجود ندارد                                    |
| ۴ | لژیونلا پنومونیه                              | عدم دریافت رنگ قرمز                                                | طولانی نمودن مرحله افزودن سافرانین در رنگ‌آمیزی گرم |
| ۵ | کلامیدیا از جمله کلامیدیا تراکوماتیس          | وجود ارگانیسم‌های درون سلولی، کوچکی سلول                            |                                                    |
| ۶ | ریکتزیا                                       | وجود ارگانیسم‌های درون سلولی، کوچکی سلول                            | رنگ‌آمیزی گیمسا یا سایر رنگ‌آمیزی‌های بافتی           |